# Hana Brixi
RNDr. Hana Brixi, rozená Poláčková, je česká ekonomka a odbornice na veřejnou politiku.
Vyrostla v Karviné a Prostějově. Vystudovala gymnázium v Karviné a fyziku na Přírodovědecké fakultě Masarykovy univerzity v Brně. Poté se dostala do Kanceláře prezidenta Václava Havla a zvažovala diplomatickou kariéru. Absolvovala studia mezinárodních vztahů a ekonomie na Massachusettském technologickém institutu v Bostonu a ekonomie a veřejné politiky na Princetonské univerzitě. Byla též na stáži v americkém kongresu.
Od roku 1995 působí ve Světové bance, je hlavní ekonomkou pro lidský rozvoj v regionech Blízký východ a Severní Afrika. Byla ředitelkou pro ekonomický a sociální rozvoj UNICEF. Období 2004 až 2010 strávila v Číně, kde pracovala pro Světovou zdravotnickou organizaci a UNICEF analyzovala stav a navrhovala reformy zdravotnictví a sociálních služeb.
V roce 2013 ji české vydání časopisu Forbes označilo za šestou nejvlivnější ženu v České republice.
Napsala několik knih, z nichž nejznámější je Government at Risk, vydaná nakladatelstvím Oxford University Press.
S ohledem k českému prostředí se vyslovila kriticky zejména k postojům k rovnoprávnosti žen a postavení rodiny.
Je vdaná a má dva syny, Garyk se narodil v roce 2001 a Gordan v roce 2002. Ovládá šest cizích jazyků (angličtinu, francouzštinu, čínštinu, ruštinu, němčinu a italštinu).